# Дизель Шоу
«Дизель Шоу» — українське гумористичне розважальне  шоу. Виробляється студією «Дизель Студіо». Виходить в ефір з 2015 року, зокрема, на телеканалі «ICTV» (під час війни на «ICTV2»). До широкомасштабного російського вторгнення шоу вироблялось й для російського ринку.

## Опис
Шоу складається з мініатюр, номерів, музичних інтермедій та інтерактивів з глядачами, написаних великою групою авторів.

## Акторський склад

### Головні актори
- Олександр Бережок
- Вікторія Булітко
- Євген Гашенко
- Єгор Крутоголов
- Євген Сморигін
- Дмитро Танкович
- Юлія Мотрук
- Назар Задніпровський

### Колишні учасники
- Віталій Гончаров — залишив шоу після перших двох випусків.
- Ольга Арутюнян — заміняла Яну Глущенко, яка перебувала в декреті.
- Марина Поплавська — загинула 20 жовтня 2018 року внаслідок ДТП, в яку потрапили сама акторка та її колеги[2].
- Олег Іваниця — залишив шоу після загибелі Марини Поплавської[3].
- Максим Неліпа — залишив шоу у 2019 році. Загинув 12 травня 2025 року внаслідок бойових дій на боці Збройних Сил України, куди пішов у 2022 році добровольцем.
- Євген Нікішин — залишив шоу у 2022 році.
- Сергій Писаренко — залишив шоу у 2022 році.
- Марина Грицук — залишила шоу у 2022 році.
- Яна Глущенко — залишила шоу у 2025 році.

## Історія
У 2015 році Єгор Крутоголов разом з Михайлом Шинкаренком, Євгеном Гашенком, Олександром Бережком та Олексієм Бланарем створили гумористичний проєкт «Дизель Шоу».
Уранці 20 жовтня 2018 року акторський колектив потрапив у дорожньо-транспортну пригоду, у якій загинула Марина Поплавська. Провину в аварії визнав водій автобуса «Дизель Шоу», який, за його словами, отримав наказ виїжджати без належного відпочинку.
2 листопада 2018 року актори «Дизель Шоу» оголосили тур на початку 2019 року в пам'ять про Марину Поплавську. Загалом, тур стартував 31 січня 2019 року у Полтаві. Далі концерти мали відбутися в Харкові, Кременчуці, Черкасах, Білій Церкві, Одесі, Дніпрі, Кривому Розі, Запоріжжі, Мелітополі, Маріуполі, Южноукраїнську, Миколаєві, Херсоні, Чернігові, а останнім мав бути концерт 6 березня у Вінниці.
|  | Концерти ми присвятимо нашій Королеві гумору — Марині Поплавській. Головний хештег цього туру — #МаринаЗнами, — додали артисти. |

Утім, у 2022 році сестра загиблої актриси заявила про те, що керівництво «Дизель шоу» не виплатило родичкам Марини Поплавської зароблені нею в останні місяці життя кошти за концерти та знімання, не виплатило компенсацію за загибель та, всупереч своїм заявам, не створювало фонди допомоги сім'ї Поплавської.
Окрім «ICTV», «Дизель-шоу» показував у 2021 році російський телеканал «Че». Також шоу транслює «REN-TV BALTIC» та «Перший Балтійський канал».

## Погрози журналістам через негативні відгуки на шоу
7 січня 2021 року проєкт Детектор медіа опублікував критичну рецензію на новорічну програму «Дизель шоу» на каналі ICTV, в якій наводилися прямі цитати з ефіру:
"Новорічний вечір на ICTV вирізнявся зашкальним рівнем ненависті, бидлотиння і хтивості. У вступній пісні «Дизелів» є фраза «мы самое доброе шоу на свете». За дві хвилини після якої актори вже жартують каламбуром «яибуся». А потім звертаються до персонажа-гея: «Слышь, я тебе счас твой типаж на харизму натяну!» та «Я тебе счас вье и ты всрьо». Далі в нас є жарт про пеніс, який впирається у спину. Жарт про вагіну, яку треба «промять». Жарт про обручальне кільце, яке залишилося у вагіні. Це все за перші пів години новорічного випуску. І з часом концентрація трешу тільки збільшується. У сценці про зйомки реклами актори передбачають такі теми ролика: геморой, імпотенція, порно. А пізніше просто на весь голос кричать «Сууука!». Чи «У тебя сейчас жизнь прервётся, скотина!»
У відповідь один з продюсерів шоу Олексій Бланар надіслав погрози головній редакторці «Детектора медіа» Наталії Лигачовій, назвавши опублікований текст «брудним замовленням».
18 травня 2021 року ведучий програми «#@)₴?$0» Майкл Щур повідомив, що «Дизель шоу» вимагає видалити зі свіжого випуску критичний сюжет про антивакцинаторські номери, продемонстровані в ефірі «Дизель шоу». При цьому мотивом видалення сюжету компанія-виробник «Дизель шоу» назвала начебто порушення її майнових прав.
У наведеному фрагменті «Дизель шоу» ведучий Дмитро Танкович називає вакцинацію від COVID-19 «останнім, на чому українські чиновники можуть заробити». Він говорить, що «українська влада закрила ще кілька телеканалів, аби населення не дізналося, що нормальної вакцини в країні досі нема». Також він грає в гумористичному номері стереотипного єврея, який у відповідь на закиди про те, що маски нібито не захищають від зараження вірусом, каже співрозмовнику: «Юначе, якщо б ви ці маски продавали, то зараз говорили б інакше».

## Продаж шоу санкційному російському каналу
У січні 2021 року стало відомо, що «Дизель шоу» продане для трансляції на російському телеканалі «Че», що входить у холдинг СТС Медіа. При цьому рішенням Ради національної безпеки та оборони України у травні 2020 року СТС Медіа було включено до санкційного списку російських медійних компаній, що становлять інформаційну небезпеку для України та беруть участь в антиукраїнській пропаганді уряду Росії. Зокрема, санкції передбачають обмеження прав користування майном, обмеження торговельних операцій, перешкоджання виведенню капіталу за межі України, зупинення виконання економічних і фінансових зобов'язань.
У телевізійному анонсі програми не було вказано її українське походження. Натомість вона позначена як «міжнародний комедійний хіт».
Згодом керівник «Дизель шоу» Єгор Крутоголов заявив, що шоу було продане до Росії його правовласником — телеканалом ICTV.

## Концерти на підтримку ЗСУ
У серпні 2022 року вперше після широкомасштабного російського вторгнення «Дизель Шоу» вийшли на сцену та провели декілька благодійних концертів. Усі гроші, отримані від продажу квитків, через благодійну організацію «Дизель Фонд» спрямовуються на підтримку ЗСУ, стверджує художній керівник «Дизель Студіо» Єгор Крутоголов.

## Гастролі артистів шоу в Росії під час російського нападу на Україну
У вересні 2022 року, під час російсько-української війни, артисти «Дизель шоу» Сергій Писаренко та Євген Нікішин вирушили на гастролі на російському туристичному лайнері, що курсував із Сочі в Туреччину.  